# Alter Wildenstein
Der Alte Wildenstein ist ein 284 m ü. NHN hoher Berg im rechtselbischen Teil der Sächsischen Schweiz.

## Lage
Der Alte Wildenstein liegt zwischen dem Kirnitzschtal und den nördlichen Felsen der Affensteine mit dem markanten Bloßstock. Zwischen dem Alten Wildenstein und dem Bloßstock liegt der Dietrichsgrund. Der Alte Wildenstein befindet sich in der Gemarkung von Ostrau, einem Ortsteil von Bad Schandau.

## Naturraum
Der Alte Wildenstein gehört zum Naturraum der Sächsischen Schweiz und ist Bestandteil des Nationalpark Sächsische Schweiz, liegt allerdings nicht in einer der Kernzonen. Das Sandsteinfelsmassiv ist ca. 250 Meter lang und an der breitesten Stelle bis zu 90 Meter breit. Das Felsmassiv ist fast allseitig von bis zu 35 Meter hohen Steilwänden umgeben, die insbesondere an der Südseite eine markante Wand bilden. Der Sandstein selbst gehört zur Stufe c3 und wurde im Turonium abgelagert. Am Fuß des Berges befindet sich eine tonige Zwischenschicht, die wasserstauend wirkt und die Verwitterung des Sandsteins begünstigt. Dadurch haben sich ausgedehnte Felsüberhänge gebildet, die an mehreren Stellen als Boofen dienen.
Die Flora des Alten Wildensteins ist typisch für die Sächsische Schweiz und wird von Fichten und Kiefern dominiert. Die Bodenvegetation, soweit vorhanden, besteht aus insbesondere aus Heidekraut, Farnen und Heidelbeerkraut.

## Geschichte
Der Alte Wildenstein liegt im Bereich der historischen Herrschaft Wildenstein, die 1410 durch eine Erbteilung im Geschlecht der Berka von Dubá entstand. Dabei erhielt Heinrich Berka von der Duba das aus der Herrschaft Hohnstein ausgegliederte Wald- und Felsgebiet der Hinteren Sächsischen Schweiz als separaten Herrschaftsbereich. Den Herrschaftsmittelpunkt bildete eine auf dem Alten Wildenstein neu entstandene Burganlage, die sich vermutlich im Südosten des Gipfelplateaus befand. Es handelte sich um eine kleine Anlage, die weitgehend aus Holz errichtet wurde und die natürlichen Sandsteinklüfte und -spalten zur Verteidigung nutzte. Von ihr sind heute kaum noch Spuren erhalten. Alfred Meiche konnte auf der Nordseite einige Balkenfalze freilegen, die er als Zugang interpretierte. Die kleine Felsenveste bestand nur kurze Zeit. Der Herrschaftsmittelpunkt wurde bald darauf auf den nordöstlich gelegenen Neuen Wildenstein verlegt.
Eine an der Nordwestseite vorhandene kleine Stufenreihe gehört wahrscheinlich nicht zur mittelalterlichen Burganlage, sondern ist der touristischen Erschließung des 19. Jahrhunderts zuzuordnen.
Der Alte Wildenstein wurde von Matthias Oeder im Zuge der Ersten Kursächsischen Landesaufnahme kartiert und 1592 als der alte Willnstein bezeichnet. Die in den 1880er Jahren kurzzeitig aufgekommene Bezeichnung als Heidematzstein beruht auf einem Fehler bei der Bearbeitung der topographischen Karte. Der Heidematz bezeichnet heute einen einzeln stehenden kleinen Kletterfelsen nordwestlich des Alten Wildensteins.

## Wege zum Gipfel
Der Alte Wildenstein ist über mehrere unmarkierte Wanderwege erreichbar. Zugänge bestehen u. a. vom Beuthenfall im Kirnitzschtal über den Dietrichsgrund zur Westseite (ca. 500 Meter) sowie vom Lichtenhainer Wasserfall über den Seibtweg zur Nordseite (ca. 800 Meter) des Felsmassivs. Die fast allseitig steilen Wände des Gipfelplateaus bieten im Nordwesten eine Scharte, über die ein kleiner Pfad zum Gipfelplateau führt.

## Aussicht
An der Südkante des Gipfelplateaus bestehen mehrere Aussichtspunkte, die insbesondere den Blick in Richtung Süden und Westen auf die Felsen der Nordkante der Affensteine, das Schrammsteinmassiv und die Hohe Liebe ermöglichen.

## Kletterfelsen
Der Alte Wildenstein gehört zum Wildensteiner Gebiet des Klettergebietes Sächsische Schweiz. Am Felsmassiv befinden sich die drei Klettergipfel Steinbachturm, Heidewand und Wildensteinscheibe. Hinzu kommt der nordwestlich vorgelagerte Heidematz. Einzelne Wege erreichen an den Kletterfelsen den Schwierigkeitsgrad Xa.
Des Weiteren können fünf Boofen von Kletterern zur Übernachtung genutzt werden.

## Galerie

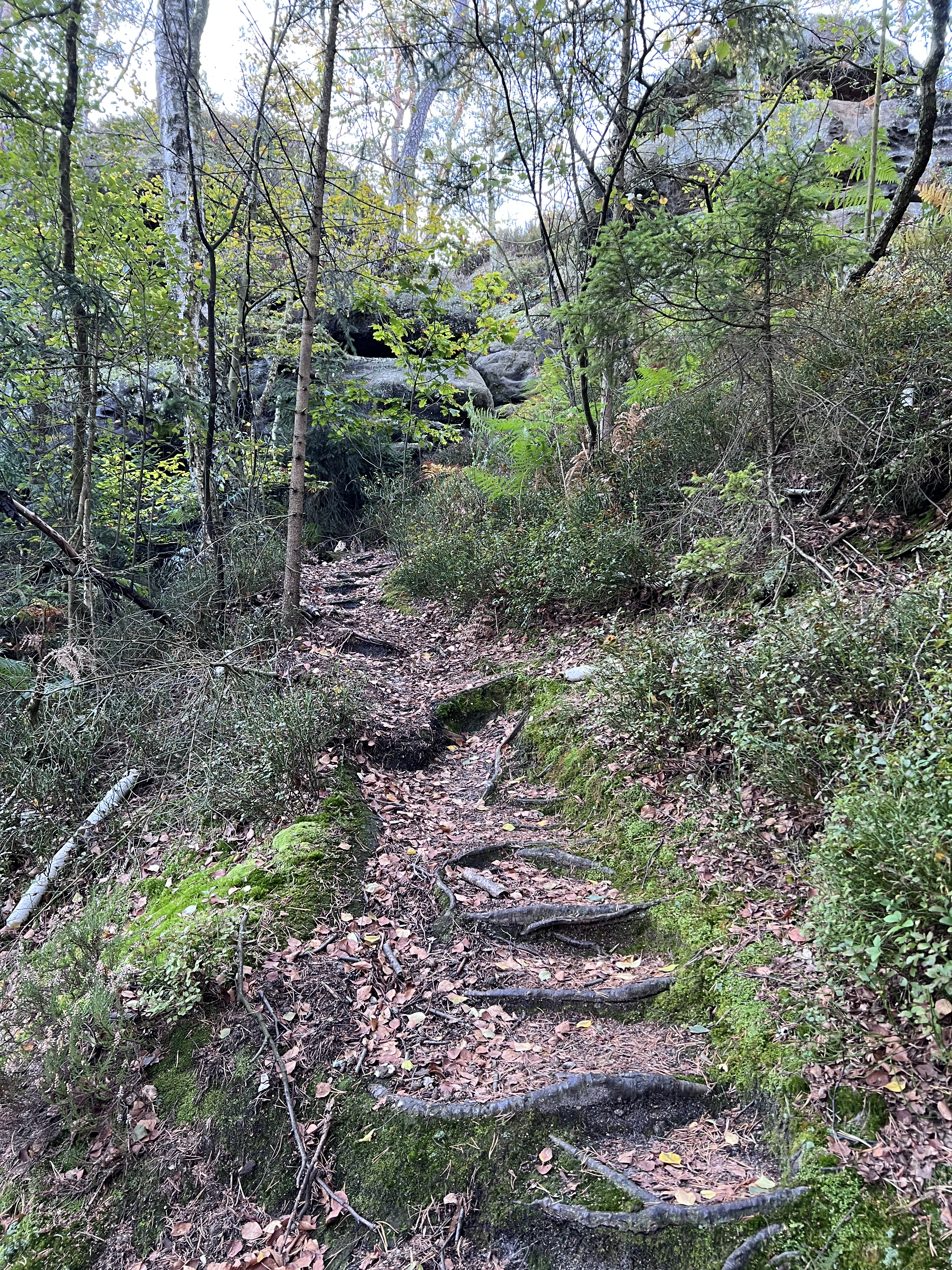
Aufstieg zum Gipfelplateau
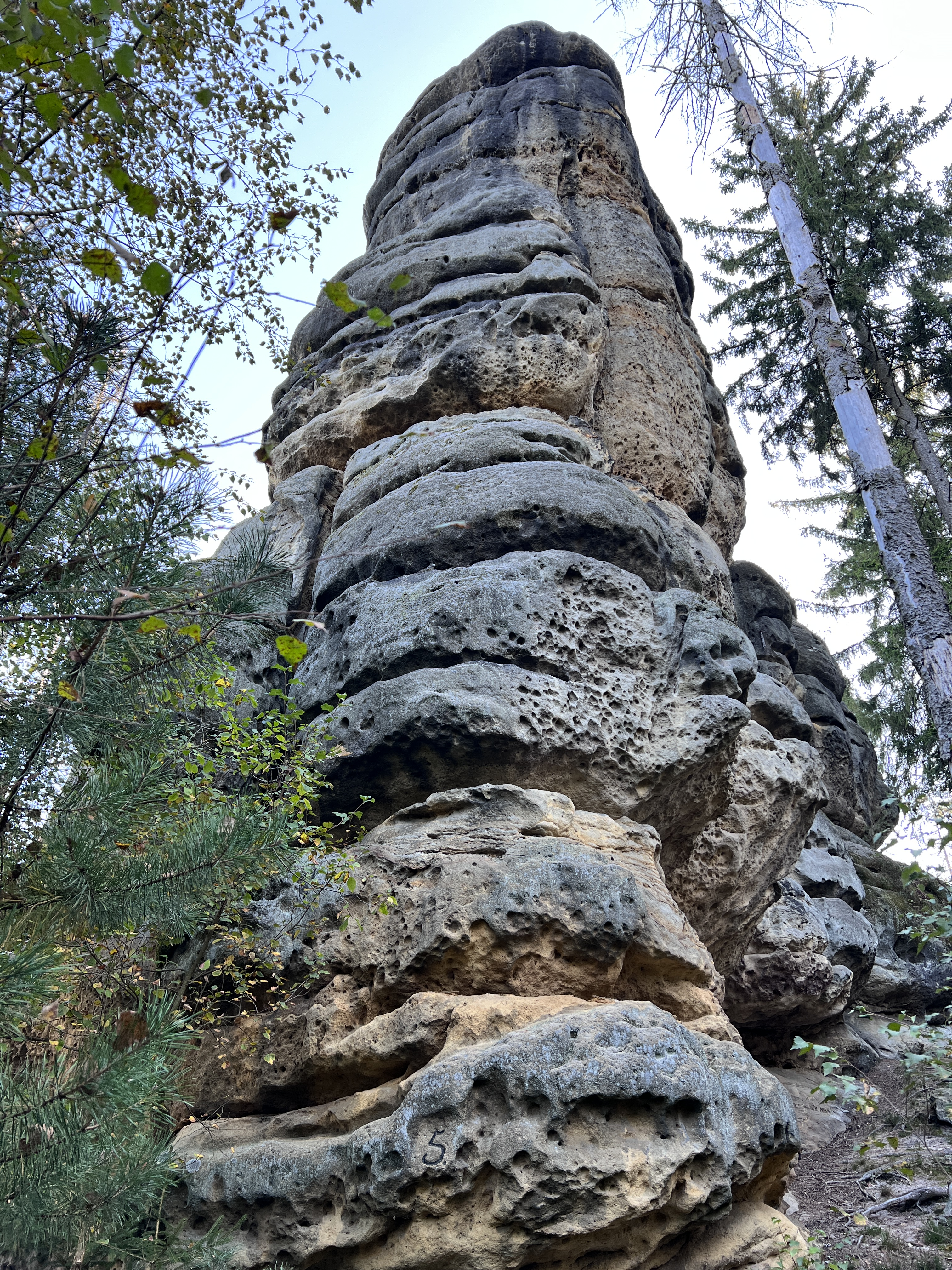
Steinbachturm
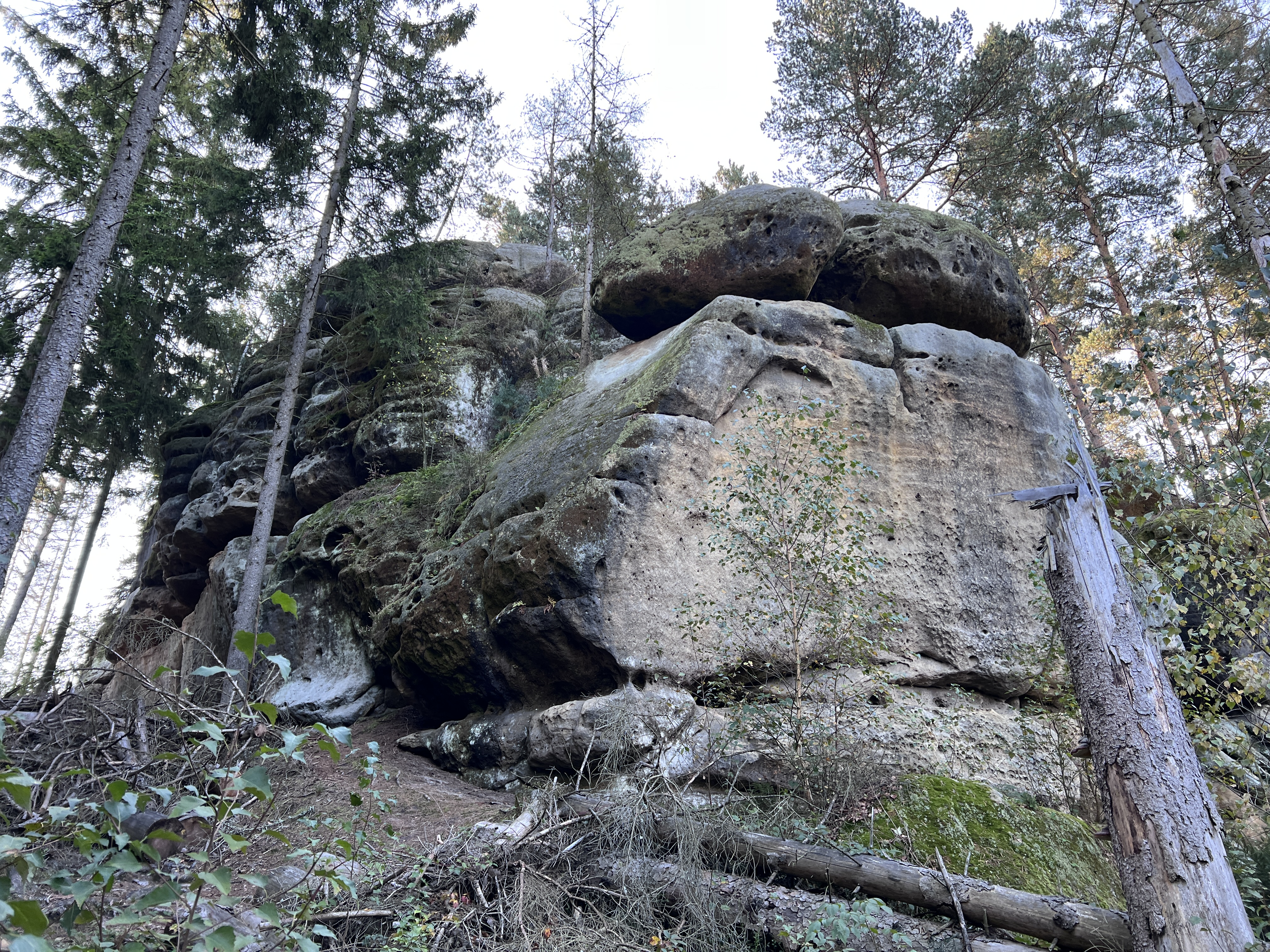
Heidewand
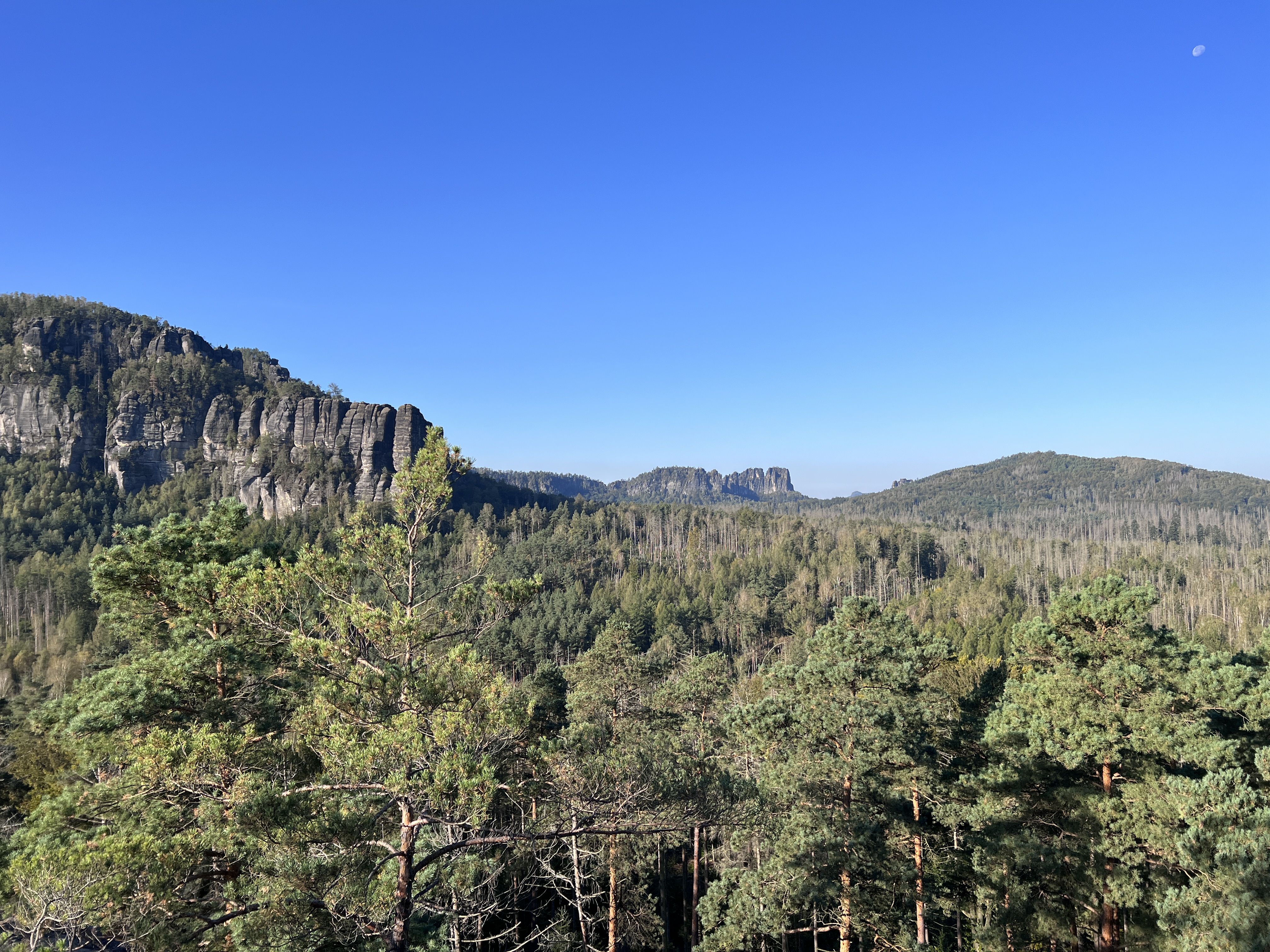
Aussicht nach Westen auf die Affensteine (links), die Schrammsteine (mittig) und die Hohe Liebe (rechts)
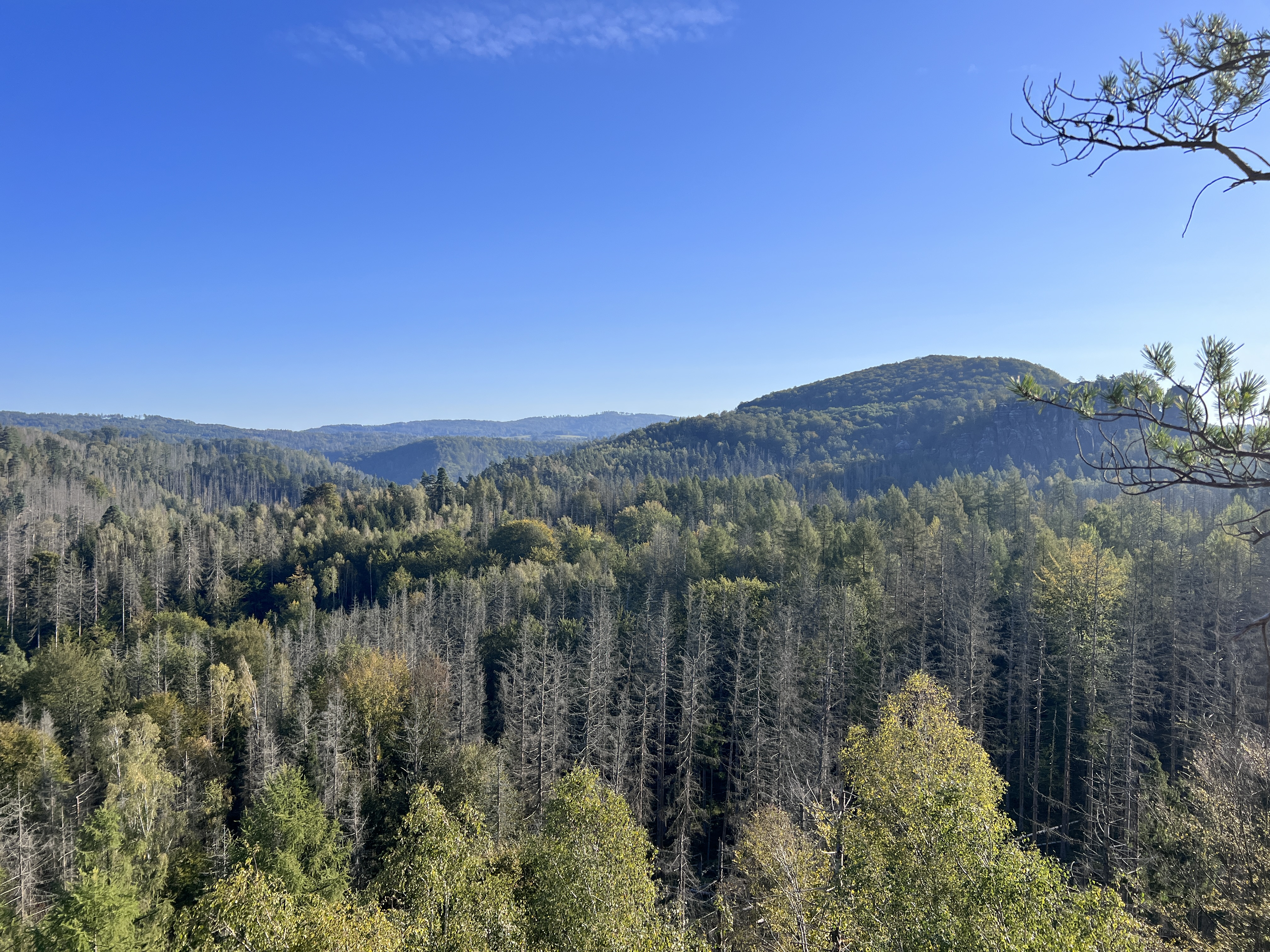
Aussicht nach Nordosten auf das Kirnitzschtal und den Hausberg mit dem Neuen Wildenstein